# Oreoptygonotus robustus
Oreoptygonotus robustus är en insektsart som beskrevs av Yin, X.-c. 1984. Oreoptygonotus robustus ingår i släktet Oreoptygonotus och familjen gräshoppor. Inga underarter finns listade i Catalogue of Life.